# Saint-Romain-de-Surieu
Saint-Romain-de-Surieu là một xã của tỉnh Isère, thuộc vùng Rhône-Alpes, đông nam nước Pháp.